# Världsmästerskapen i orientering 1983
Världsmästerskapen i orientering 1983 hölls den 1-4 september 1983 i Zalaegerszeg i Ungern.

## Medaljörer

### Herrar

#### Individuellt
1. Morten Berglia, Norge 1.36.31
2. Øyvin Thon, Norge 1.38.51
3. Sigurd Dæhli, Norge 1.41.00

#### Stafett
1. Norge (Morten Berglia, Øyvin Thon, Tore Sagvolden, Harald Thon) 3.52.59
2. Tjeckoslovakien (Vlastimil Uchytil, Pavel Ditrych, Josef Pollák, Jaroslav Kačmarčík) 3.54.17
3. Sverige (Bengt Levin, Kjell Lauri, Lars Lönnkvist, Kent Olsson) 3.54.21

### Damer

#### Individuellt
1. Annichen Kringstad, Sverige 1.08.32
2. Marita Skogum, Sverige 1.16.05
3. Annariitta Kottonen, Finland 1.16.11

#### Stafett
1. Sverige (Karin Rabe, Marita Skogum, Kerstin Månsson, Annichen Kringstad) 3.10.25
2. Tjeckoslovakien (Iva Kalibánová, Eva Bártová, Jana Hlaváčová, Ada Kuchařová) 3.16.54
3. Danmark (Mette Filskov, Hanne Birke, Karin Jexner, Dorthe Hansen) 3.24.45